# タイパ・ハウス・ミュージアム

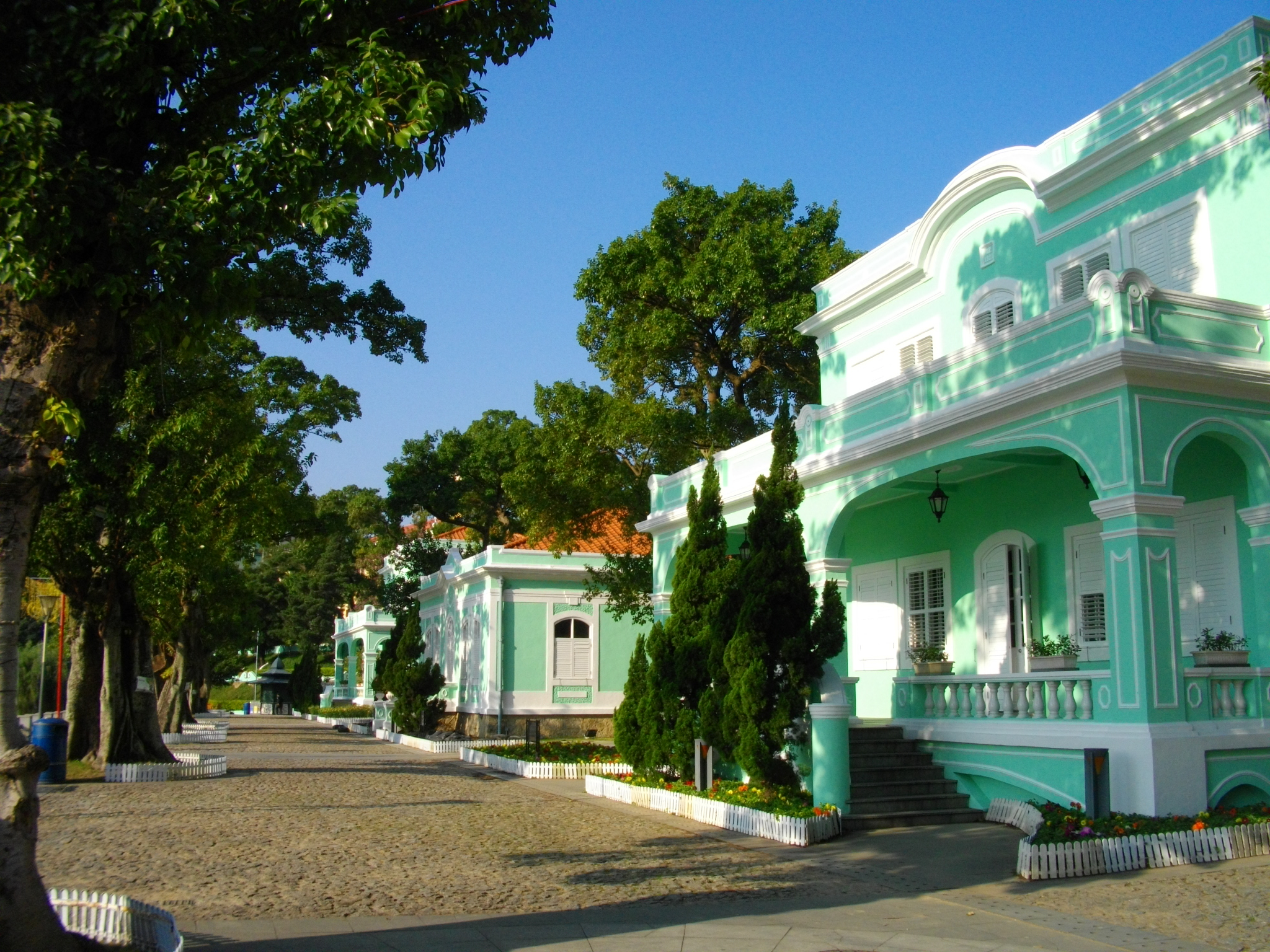
タイパ・ハウス・ミュージアム

タイパ・ハウス・ミュージアム（中国語: 龍環葡韻住宅式博物館、ポルトガル語: Casas - Museu da Taipa）は中華人民共和国マカオのタイパ島にある博物館。

## 概要
ポルトガル様式の住宅を主題とした博物館である。1999年12月5日に開館した。五つの建物（土生葡人之家、海島之家、葡萄牙地区之家、展覧館、迎賓館）からなっている。
建物自体が建てられたのは1921年で、元々はマカイエンサ（マカオ生まれのポルトガル系住民）やマカオ政庁の高級官僚の邸宅であった。1992年よりマカオ政庁は修復を行ってきた。
現在、この博物館は「マカオ八景」に指定されており、婚礼写真の撮影のために訪れる者も少なくない。

## 開業時間
- 午前10時 - 午後6時
- 月曜日休業

## 料金
- 5パタカ（10歳以下、60歳以上は無料）